# الحقل (تعز)
الحقل هي إحدى قرى الجمهورية اليمنية. وهي تتبع جغرافيًا لمحافظة تعز. وإداريًا لمديرية جبل حبشي. يبلغ تعداد سكانها 1031 نسمة حسب الإحصاء الذي جرى عام 2004.